# Świerzawa (stacja kolejowa)
Świerzawa – nieczynna stacja kolejowa w Świerzawie, w Polsce, w województwie dolnośląskim, w powiecie złotoryjskim.